# Португальский язык в Анголе
Португальский язык в Анголе (порт. Português de Angola, Português Angolano) — один из национальных вариантов португальского языка, распространённый в республике Ангола, единственный официальный язык республики и самый распространённый разговорный язык страны. Из всех африканских стран Ангола является страной, где процент говорящих на португальском языке, как на родном языке является самым высоким: по всей стране около 71,15 % из почти 25,8 миллионов жителей говорят дома на португальском языке согласно данным переписи населения, проведенной в 2014 году. Ангола является второй страной с наибольшим количеством португалоговорящих людей в мире после Бразилии.

## История
В Анголу португальский язык проник в XV веке вместе с португальскими мореходами, основавшими колонию Португальская Ангола. Сами португальцы в Анголе в целом никогда не были многочисленны, составляя менее 1 % населения по данным на 1900 год. Тем не менее, на португальских фазендах в результате межрасовых контактов возник смешанный класс мулатов (около 3 %), не такой многочисленный как в Бразилии, но достаточный для укрепления позиций португальского в роли языка межнационального общения Анголы. Также, в ходе внутриконтинентальной экспансии письменный португальский превратился в основное средство общения между разобщёнными автохтонными племенами. Приток португальских поселенцев в столицу Анголы Луанду в 1940—1960-х годах привёл к дальнейшему укреплению позиций португальского.

## Современные тенденции
Даже после исхода из страны большинства португальцев после обретения Анголой независимости в 1975 году, использование португальского местными жителями не уменьшилось, а наоборот, возросло. Этому процессу напрямую способствовал приход бразильского телевидения с его знаменитыми телесериалами, транслируемыми на языке оригинала до сих пор. Уже по переписи 1983 года португальский язык назвали родным 75 % из 2,5-миллионного населения Луанды. С начала 80-х, с приходом массовой прессы и телевидения, началось постепенное распространение языка в другие города страны, с запада на восток. По данным последних исследований свыше 90 % молодёжи в столице говорят только по-португальски, хотя родными языками старшего поколения обычно являются языки группы банту. Подобная ситуация наблюдается и в других городах страны, а также в сельской местности на западе страны. Португальский язык в Анголе традиционно опирался на европейские орфографические и произносительные нормы, но с конца 1980-х началось интенсивное проникновение бразилизмов. Кроме того, язык содержит значительное число африканизмов (преимущественно в разговорной лексике) из автохтонных языков.